# سابرينا كوهين هاتون
سابرينا راشيل كوهين-هاتون KFSM (من مواليد 1983) هي عاملة إطفاء وعالمة نفس وكاتبة بريطانية.
و رئيسة موظفي الإطفاء في خدمة الإطفاء والإنقاذ في غرب ساسكس .
في عام 2019، تم اختيارها واحدة من مصممي المستقبل لماري كلير وظهرت على أقراص جزيرة الصحراء . 